# Hilary Weston
Pour les articles homonymes, voir Weston.
Hilary Mary Weston, née Frayne le 12 janvier 1942 à Dún Laoghaire (Irlande) et morte le 2 août 2025 à Londres (Angleterre), est une femme d'affaires et une auteure irlando-canadienne.
Elle est la 26e lieutenante-gouverneure de l'Ontario de 1997 à 2002. Elle défend la cause des femmes, du bénévolat et des jeunes, spécialement en ce qui a trait à ceux qui travaillent auprès des sans-abris, des hospices et des jeunes à risque. Elle est nommée membre de l'Ordre du Canada, commandeure de l'ordre royal de Victoria, dame de justice du très vénérable ordre de Saint-Jean et membre de l'Ordre de l'Ontario.

## Biographie
Hilary Mary Frayne est née le 12 janvier 1942 à Dún Laoghaire en Irlande. Elle est d'abord mannequin. En 1974 avec son mari Galen Weston, elle déménage à Toronto en Ontario au Canada où elle travaille dans le monde des affaires et de la mode.
Elle fonde en 1979 The Ireland Funds (en), un organisme destiné à lever des fonds pour des projets communautaires en Irlande visant à promouvoir la paix. Elle est la co-auteure de deux livres à propos des maisons et des jardins : In a Canadian Garden publié en 1989 et At Home in Canada publié en 1995.
En 1997, elle est nommée la 26e lieutenante-gouverneure de l'Ontario, poste qu'elle occupe jusqu'en 2002.
Hilary Weston meurt le 2 août 2025 à Londres en Angleterre à l'âge de 83 ans,.

## Distinctions
En 1997, Hilary Weston est nommée dame de justice du très vénérable ordre de Saint-Jean. Elle est la première chancelière de l'Ordre de l'Ontario, distinction qu'elle reçoit en 2001. En 2003, elle est nommée membre de l'Ordre du Canada. En 2015, elle est nommée commandeure de l'ordre royal de Victoria.
Les autres distinctions qu'elle reçoit, incluent les versions canadiennes de la Médaille du jubilé d'or de la reine Élisabeth II en 2002 et de la médaille du jubilé de diamant de la reine Élisabeth II en 2012.

## Armoiries

Armoiries personnelles de Hilary Mary Weston.

Les armoiries personnelles de Hilary Mary Weston se blasonne ainsi : D'Or à une fasce d'azur mouchetée d'or accompagnée en chef de deux abeilles volantes d'azur et en pointe d'une flûte de pan du même.

## Publication
- (en) Hilary Weston, No Ordinary TIme: My Years as Ontario's Lieutenant Governor, Whitfield Editions, 2007 (ISBN 0-9781805-1-8).